# (2046) Leningrad
(2046) Leningrad ist ein Asteroid des Hauptgürtels, der am 22. Oktober 1968 von Tamara Michailowna Smirnowa am Krim-Observatorium entdeckt wurde.
Benannt wurde der Asteroid nach der zweitgrößten Stadt der damaligen Sowjetunion, Leningrad. Bis 1914 – wie mittlerweile auch heute wieder – hieß diese Stadt Sankt Petersburg und von 1914 bis 1924 Petrograd.